# 33 South Sixth
El 33 South Sixth, conocido anteriormente como International Multifoods Tower, es un rascacielos situado en Mineápolis, la ciudad más poblada del estado de Minnesota (Estados Unidos). Fue diseñado por Skidmore, Owings and Merrill y tiene una altura de 204 metros y cuenta con 52 plantas. Su nombre proviene de su dirección: 33 South Sixth Street, Minneapolis. Fue completado en 1982.

## Descripción
El 33 South Sixth Street es un edificio de oficinas de 52 plantas situado en el corazón del Minneapolis Skyway System, que comprende 64 manzanas. El edificio fue completado y abierto al público en 1982 y es actualmente uno de los edificios más altos de Mineápolis. Algunos de los ocupantes son Target Corporation, Meagher & Geer, y Stoel Rives.
La sección que conecta con el Minneapolis City Center consiste en un centro comercial que fue renovado en 2005; existen seis pasadizos elevados que conectan con este. Esta sección alberga también el Minneapolis Marriott, un hotel de servicios completos de 583 habitaciones, y un parqueadero de 687 plazas para los ocupantes de la torre de oficinas y los clientes de los comercios.
La estructura de hormigón de la fachada del edificio es enfatizada mediante la separación irregular de sus elementos verticales. En el centro de la sección más ancha, los espacios entre columnas son mayores que en las esquinas del edificio.
El diseño de la torre es muy similar al del One HSBC Center en Búfalo.

## Datos adicionales
- La fachada exterior se extiende hasta el atrio del Minneapolis City Center, y las oficinas de los pisos bajos en el sur del edificio tienen una vista directa hacia el centro comercial.[2]
- El 33 South Sixth es el edificio más alto al oeste de la avenida Nicollet Mall.[2]
- Anteriores ocupantes de la torre incluyen el extinto bufete de abogados de Rider Bennett.
- Fue construido en el lugar que ocupaba anteriormente el Hotel Dyckman.
- El edificio tiene vista hacia el Target Field.